# Mestna hranilnica ljubljanska
Mestna hranilnica ljubljanska je bila ustanovljena leta 1889, čeprav je občinski svet Mestne občine Ljubljana sprejel sklep o ustanovitvi slovenske hranilnice in prva hranilniška pravila že 11.9.1883. Z rednim poslovanjem je Mestna hranilnica ljubljanska pričela 1.10.1889 ob 9. uri v prostorih Magistrata. 
Bila je ena prvih slovenskih denarnih ustanov in prva konkurenca nemški Kranjski hranilnici, ki je bila do tedaj najpomembnejša v mestu, predvsem pa je najstarejša slovenska finančna institucija, ki s strankami posluje neprekinjeno vse od leta 1889.
Pobudnik gradnje poslopja hranilnice je bil ljubljanski župan Ivan Hribar. Na mednarodnem natečaju je projekt dobil prvo nagrado. Zgrajeno je bilo v letih 1903 in 1904 po načrtu Josipa Vancaša (1869-1933), sarajevskega arhitekta, ki je ustvaril mnoge znane zgradbe v Sarajevu, Zagrebu in Ljubljani. Poleg Mestne hranilnice je v Ljubljani zgradil še Ljudsko posojilnico in Grand hotel Union na Miklošičevi ulici, ki sta med najpomembnejšimi secesijskimi stavbami v mestu. Gradnjo je vodil ljubljanski stavbenik Filip Supančič.
Danes se nahaja v stavbi poslovalnica NLB. V pritličju so še drugi trgovski lokali, v zgornjih nadstropjih pa službeni prostori NLB.

## Arhitektura
Stavba Mestne hranilnice je znana po secesijskem pročelju, na katerem najbolj izstopa nadstrešek iz stekla in kovanega železa v obliki razprtih cvetnih listov. Je podoben a skromnejši kot tisti nad vhodom Urbančeve hiše. Nad vhodom je ohranjen edini originalni secesijski izvesek. Fasado krasita kipa, alegoriji trgovine in proizvodnje.
Bančna dvorana v prvem nadstropju je prav tako izdelana v secesijskem stilu. Ohranjen je štukaturni okras z enakimi motivi kot na pročelju, avtentični lestenci in kosi prvotnega pohištva. Jedkana stekla in ostala notranja oprema so bili izdelani kasneje.